# Tadeusz Reichstein
Tadeusz Reichstein, né le 20 juillet 1897 à Włocławek, royaume du Congrès, et mort le 1er août 1996 à Bâle, Suisse, est un chimiste suisse d'origine polonaise qui a partagé avec Edward Calvin Kendall et Philip Showalter Hench le prix Nobel de physiologie ou médecine de 1950.

## Biographie
Il est né à Włocławek, en Pologne. Après avoir passé sa petite enfance à Kiev, en Ukraine, où son père était ingénieur, Reichstein fut mis en pension à Iéna, en Allemagne puis en 1906 (il n'a que huit ans) sa famille s'installe en Suisse, dont il obtient la citoyenneté en 1914. Diplômé du lycée professionnel de Zurich (l'actuelle école cantonale de Rämibühl), il étudia la chimie au Polytechnikum de Zurich et soutint en 1921 sa thèse de doctorat (Sur la tropine à chaîne ouverte et quelques-uns de ses homologues) sous la direction d'Hermann Staudinger. Il soutint sa thèse d'habilitation en chimie organique (Sur la compositions des molécules aromatiques de la chicorée grillée -- Contributions à la série des molécules hétérocycliques) en 1929.
D'abord assistant de Léopold Ružička (1931), il réussit, indépendamment de Norman Haworth et de ses collaborateurs en Grande-Bretagne, à synthétiser de la vitamine C. Reichstein obtint un poste de professeur surnuméraire de chimie organique et de physiologie au Polytechnikum (1937). En 1938, il prend la direction de l'Institut pharmaceutique de l'université de Bâle puis en 1946 obtient la chaire de chimie organique de cet établissement. 
En 1950, Edward Calvin Kendall, Philip Showalter Hench et lui sont lauréats du prix Nobel de physiologie ou médecine « pour leurs découvertes sur les hormones du cortex des glandes surrénales, leur structure et leurs effets biologiques ». Leur travail sur les hormones corticosurrénales a abouti à l'isolement de la cortisone. De 1960 à 1967, il exerce la charge de directeur de l'Institut de chimie organique de l'université de Bâle. Il fut également lauréat de la médaille Copley en 1968. 
Il est mort à Bâle en Suisse. Le procédé Reichstein, procédé industriel de synthèse artificielle de la vitamine C porte toujours son nom.